# Humoralpatologi

Uttryckssymboler som illustrerar humoralpatologins fyra "humör" hos någon som inte är "vid sunda vätskor". Från vänster: kolerisk (överskott av gul galla), melankolisk (svart galla), flegmatisk (slem), sangvinisk (blod).

Humoralpatologin var en teori om människans fysiologi som utvecklades i antikens Grekland, och var den förhärskande synen bland europeiska läkare fram till den moderna medicinvetenskapens genombrott under 1800-talet. 

## Teorin
Den humoralpatologiska teorin är uppbyggd kring hur kroppens element och funktioner ska förhålla sig till varandra för att människan ska upprätthålla god hälsa. Hos den friska människan måste det råda en balans mellan kroppens primära kvaliteter (värme, köld, våthet och torrhet). Om denna balanspunkt rubbas genom att någon kvalitet förekommer i större eller mindre utsträckning än normalt, medför detta ohälsa.
Sjukdomsuppfattning och behandling grundar sig på läran om de fyra vätskorna (latin humor). Var och en av kroppsvätskorna antogs alltså ha en kombination av två egenskaper, vilka hänförde sig till temperatur och fuktighetsgrad. Sålunda var den gula gallan varm och torr, den svarta gallan kall och torr, slemmet kallt och fuktigt, blodet varmt och fuktigt. Om den normala proportionen mellan kroppsvätskorna rubbades, uppkom ett patologiskt tillstånd där någon av de nämnda egenskaperna kom att överväga.
Svart galla producerades av mjälten, gul galla av gallblåsan, blod av levern samt slem av lungorna och hjärnan. När lymfkärlen upptäcktes under 1600-talet kom den svarta gallan att ersättas av lymfan.

## Historia
Det finns belägg från exempelvis det gamla Egypten att humoralpatologin existerade före den hippokratiska tiden. Läran har tydliga drag av Ayurveda. Det var dock Hippokrates (460-377 f.Kr.) från ön Kos, som utskilde läkekonsten från filosofin och systematiskt började gruppera medicinska fakta grundade på äldre åskådningar.
Mycket av det som tillskrivits Hippokrates kan ha sagts av andra greker som arbetade i hippokratisk anda. Tiden före denna pionjär i medicinens uppbyggande verkade ett stort antal som hjälpte till att åtskilja den från religiösa åskådningar. En av dessa var Empedokles från Agrigentum och han grundade läran om de fyra elementen: eld, vatten, jord och luft, motsvarande de fyra grundegenskaperna: hetta, fuktighet, torka och kyla.
Senare kom bland annat Hippokrates svärson Polybos att utveckla det medicinska tänkandet genom att tillföra fyra safter i kroppen, i analogi med de fyra elementen, som på grund av sin växlande blandning bestämde förhållandet mellan hälsa och sjukdom.
Humoralpatologin i dess helhet kom att sammanställas av den grekiske läkaren Claudius Galenos (130-200 e.Kr.), som huvudsakligen var verksam i Rom. Det påstås att han gav ut omkring 500 böcker. Systematiseringsarbetet hade sin utgångspunkt i Hippokrates skrifter och Galenos blev den som ordnade och sammanfattade antikens medicinska vetande till ett alltomfattande system i anslutning till Aristoteles uppfattning om naturens ändamålsenlighet. Galenos tankegång utgör ett embryo till en empirisk medicinsk teori om hälsa och sjukdom.
Med hänsyn till de olika kombinationsmöjligheterna mellan de fyra kroppsvätskorna utvecklades Hippokrates lära av Galenos och han uppställde sina åtta sjukliga blandningar liksom sin klassiska inflammationslära.

## Kopplingen till temperamentsläran
Även olika personlighetsdrag kan sammankopplas med fördelningen av de fyra kroppsvätskorna. Till exempel ansågs ovanligt melankoliska personer ha ett överskott av svart galla. De olika vätskorna, som hade sin motsvarighet i de fyra grundelementen jord, luft, eld och vatten ansågs produceras i olika organ. Genom att studera blod och urin kunde man se vilken vätska som var dominerande. Den vätska som övervägde påverkade människans temperament och karakteristik enligt nedanstående schema.
Luft ansågs motsvaras av kroppsvätskan blod (latin sanguis, grekiska haima), som ansågs produceras i hjärtat. Överskott av blod skulle göra en person sangvinisk till temperamentet, vilket karaktäriseras av att man är glad, optimistisk och lättsam. Eld ansågs istället motsvaras av gul galla (grekiska chole), som skulle produceras i gallblåsan och vid överskott ge en person ett koleriskt temperament och därmed göra personen uppbrusande och häftig, kolerisk. Jord kopplades till svart galla (gr. melas, svart), skulle produceras i mjälten (jämför mjältsjuka) och, om i excess, ge en person ett melankoliskt temperament, det vill säga göra denna eller denne dyster och sorgmodig – i dagens termer deprimerad. Vatten ansågs motsvaras av slem (grekiska phlegma) och detta ansågs produceras i hjärnan eller lungorna och göra den av överskott drabbade trög och sävlig, det vill säga ge personen ett flegmatiskt temperament.

## Behandlingsmetoder
I praktiken granskade läkarna symptomen hos den sjuke genom att till exempel studera urinens kvalitet och följa sjukdomens olika faser vid patientens sjukbädd. Läkarna litade på naturens egen läkande kraft. Likaså ordinerade Galenos motion och luftombyte som medel för att driva ut skadliga ämnen. Vidare användes mediciner, bland annat opium, som ansågs framkalla kyla i sådana fall där värmen var för stor. Man lade stor vikt vid massage, samt bad- och värmevård. För att få balans i kroppsvätskorna var det vanligt med avledande eller utdrivande behandling. Av vätskorna har slemmet, som antogs härröra från hjärnan, tillskrivits en mycket stor roll som sjukdomsalstrande faktor. Det gällde här att underlätta naturens självläkningsprocess och ett av de förnämsta medlen ansågs vara åderlåtning.
Kirurgin var då i allmänhet sår- och ytkirurgi. Människokroppens uppbyggnad och verksamhet klarlades bit för bit efter renässansen, men läkarna saknade fortfarande effektiva mediciner och vårdmetoder. Därför kunde humoralpatologin leva kvar trots att den började ifrågasättas redan på 1500-talet: den tekniska och naturvetenskapliga utvecklingen var inte tillräckligt snabb med att ersätta en föråldrad teori med en ny. Det krävdes nya tekniska hjälpmedel för att ändra de teoretiska sjukdomsuppfattningarna. Innan man kunde se bakterier och virus i mikroskop kunde man inte förstå smittvägarna. Därför blev läkekonsten länge en teoretisk kunskap uppbyggd kring filosofiska resonemang, trots Hippokrates föresatser om det motsatta. De praktiska kunskaperna var begränsade. Fram till 1700-talet fanns inte mycket bot mot de bakteriologiska sjukdomarna, men med denna kunskap – inledningsvis variolisationen och vaccinationen blev det en början till förändringar. Förståelsen om kroppens uppbyggnad satte fart när man började tillåta obduktioner och fick fram dugliga mikroskop.

## Den moderna läkarvetenskapens genombrott
År 1858 övergavs fyrsaftsläran. Nu förstods att sjukdomar beror på missförhållanden i de enskilda cellerna inne i den sjuka kroppens organ och inte på att kroppens vätskor är felaktigt blandade. Cellulärpatologin innebar en revolution inom medicinen, med nya tänkesätt på alla medicinska områden. Läran om sjukdomarnas uppkomst genom rubbningar i cellernas livsfunktioner framställdes och utformades av den tyske läkaren och politikern, tillika professor i Berlin alltsedan 1856, Rudolf Virchow (1821-1902) i hans banbrytande arbete Die Cellularpathologie (1858). Virchow uppställde satsen att varje cell uppstår ur en annan cell och äger en viss självständighet. Även de sjukliga processerna i kroppen bör uppfattas som beroende av rubbningar i cellerna.

## Humoralpatologin idag
Även om humoralpatologin är avskaffad inom den vetenskapliga medicinen återfinns den alltjämt i vissa folkliga sjukdomsuppfattningar och hos naturfolken. En grundtanke ända sedan Hippokrates och Galenos dagar har varit att hälsan är identisk med det biologiskt naturliga eller det biologiskt normala. En person som i visst avseende avviker från vad som skall anses naturligt eller normalt är i detta avseende sjuk eller defekt. Ett mycket högt blodtryck är onormalt, en mycket låg blodsockerhalt är onormal, en förhöjd sänka är onormal etc. Alltså signalerar alla dessa tillstånd, enligt detta tänkesätt, sjukdom. Denna idé är djupt rotad också hos de flesta moderna betraktare. Både lekmän och läkare talar ofta om sjukdom som onormala eller abnorma tillstånd; hälsan utgörs av ett alltigenom normalt kroppstillstånd.